# Cabuyaro
Cabuyaro est une municipalité (municipio) colombienne du département de Meta.
Comme la plupart des municipalités de Colombie, Cabuyaro possède son hymne, son blason et son drapeau.

## Géographie

### Limites
- Nord : ?
- Ouest : ?
- Sud : ?
- Est : ?

### Hydrographie
La municipalité est traversée par les rivières (ríos) suivantes :
La municipalité est également arrosée ou drainée par les canaux (caños) suivants :

### Climat
La température moyenne est de ?°C environ.